# この国に生まれてよかった
「この国に生まれてよかった」（このくににうまれてよかった）は、村下孝蔵の楽曲。1991年11月21日にSony Records（CBSソニーから改称）よりシングルが発売された。

## 解説
村下のデビュー12年目、19枚目のシングルとして発売された。また、翌年のアルバム『名もない星』の6曲目として収録された。
日本の童謡や唱歌や名歌のように長く日本で愛され歌い継がれる歌を作りたいという思いで、きれいな日本語で日本人の好きな情緒感を歌に込めたという。
ハウス食品の「特選生わさび」CMソングとして使われた（CMには高木美保が出演した）。

## 収録曲
- 全曲、作詞・作曲:村下孝蔵／編曲:水谷公生

1. この国に生まれてよかった
2. 帰宅

## カバー
帰宅
- 2006年、アルケミスト（アルバム『絵日記と紙芝居〜村下孝蔵トリビュートアルバム〜』収録）

## 参考資料
- 『七夕夜想曲〜村下孝蔵最高選曲集 其の壱』（ライナーノーツ）村下孝蔵、Sony Music Direct、2009年8月。MHCL 20039。 – 初盤は2005年6月